# Proscinetes
Proscinetes es un género extinto de peces óseos prehistóricos que vivió durante la época del Jurásico.